# انسياب التحكم

انسياب التحكم أو جريان التحكم (بالإنجليزية: Control flow)‏ مصطلح في علم الحاسوب ونظرية التحكم، يشير إلى الترتيب الذي تنفذ وتقيّم به العمليات سواء كانت التعليمات أو أوامر حاسوبية أو الجمل البرمجية، في البرمجة الأمرية أو التعريفية. أو سير العمليات في أي نظام كهربي أو ميكانيكي, يدوي أو مؤتمت.

## اقرأ أيضاً
- نظرية التحكم
- الأتمتة
- البرمجة